# Unió Nacional dels Treballadors Angolesos
La Unió Nacional dels Treballadors Angolesos - Confederació Sindical (portuguès União Nacional dos Trabalhadores de Angola – Confederação Sindical, UNTA-CS) és una organització sindical d'Angola. El 2004 integrava vuit federacions de sindicats, dos sindicats nacionals, 79 sindicats provincials i 11 unions sindicals, amb un total de 160.000 afiliats. Està afiliada a la Federació Sindical Mundial i el seu secretari general és Manuel Augusto Viage. Segons la seva pàgina web té 264.779 treballadors.
Fou fundada a Congo-Léopoldville el 16 d'abril de 1960 per dirigents sindicals i nacionalistes angolesos a l'exili. El 1963 es va vincular políticament al Moviment Popular per l'Alliberament d'Angola (MPLA) i va donar suport a la seva lluita armada en la Guerra de la Independència d'Angola. Després de la independència d'Angola en 1975 fou legalitzat i fins al 1990 fou el sindicat únic d'Angola. Gaudeix de representació a totes les províncies d'Angola i és la principal central sindical angolesa.